# Ljudmila Mihajlovna Alekszejeva
Ljudmila Mihajlovna Alekszejeva (oroszul: Людмила Михайловна Алексеева; Jevpatorija, 1927. július 20. – Moszkva, 2018. december 8.) orosz történész, politikus, ismert emberjogi aktivista, egykori szovjet emigráns. 1998–2004 között a Nemzetközi Helsinki Szövetség elnöki tisztét is betöltötte.

## Életútja
A Moszkvai Állami Egyetemen szerzett diplomát, majd tanárnő lett. 1959–1968 között a Nauka (Tudomány) Kiadó régészeti és néprajzi szerkesztőségének szerkesztője, 1970–1977 között a Szovjetunió Tudományos Akadémiája egyik társadalomtudományi intézetének munkatársa volt.
1952-ben belépett a kommunista pártba, Sztálin halála és Berija lelepleződése után világnézeti válságba került. Moszkvai lakása az ún. „másként gondolkodók” találkozóhelyévé, szamizdat raktárrá változott. Társaival fellépett az emberi jogok védelmében, 1967–1968-ban petíciókampányban vett részt a politikai okból perbefogottak jogainak tiszteletbentartása érdekében. Jogvédő tevékenysége miatt 1968-ban a szerkesztőségből elbocsátották, kizárták a pártból. Több alkalommal kihallgatásra vitték, házkutatást tartottak lakásán.
Jurij Orlov javaslatára 1976-ban a szerveződő Moszkvai Helsinki Csoport (orosz kezdőbetűi: MHG) tagja lett, mely az 1976-os Helsinki záróokmány előírásainak betartására ügyelt a Szovjetunióban. 1977 elején kénytelen volt disszidálni, az USA-ban telepedett le. Itt a csoport külföldi képviselője volt, történeti munkáin, emlékiratain dolgozott, cikkeket írt. 1993-ban hazatért, nem sokkal később a Moszkvai Helsinki Csoport elnökévé választották. Egy ideig társelnöke volt az Összoroszországi Polgári Kongresszusnak és 1998–2004 között elnöke az Emberi Jogok Nemzetközi Helsinki Szövetségének.
Mintegy 100 röpirata, cikke jelent meg az emberi jogok kérdéséről. Még az USA-ban írta Isztorija inakomiszlija v SZSZSZR. Novejsij period. („A másként gondolkodás története a Szovjetunióban. Újabb időszak.”) című művét, 1990-ben ugyanott adták ki emlékiratait The Thaw Generation („Az olvadás nemzedéke”) címen.